# 錦上路駅
錦上路駅（きんじょうろえき、カムスンロウえき）は、香港新界元朗区錦田にある、香港鉄路（港鉄MTR）屯馬線の駅である。
当駅最寄の道路は「錦河路」と「東匯路」であり、駅名の由来となる道路「錦上路」は駅から500mほど離れている。建設当時の最寄の道路は「錦上路」であったが、駅開業後に「錦河路」と「東匯路」が整備された。

## 駅構造
- 島式ホーム1面2線の地上駅。ホームドアを設置。

### 駅階層
| P ホーム | ➋番線                      | ■屯馬線烏渓沙方面→         |
| P ホーム | 島式ホーム、右側の扉が開く |                            |
| P ホーム | ➊番線                      | ←■屯馬線屯門方面           |
| G 地面   | 改札階                     | 出口、バスターミナル       |
| G 地面   | 改札階                     | 駐車場、駐輪場             |
| G 地面   | 改札階                     | 受付センター、商店、トイレ |

## 駅周辺
- MTR錦田ビルディング - 屯馬線の本社所在地
- 錦田集落
- 吉慶囲 - 客家が住む、城壁で囲まれた村
- 八郷集落
- 錦上路跳蚤市場
- 紅磚屋 Red Brick House

## バス路線
- 九龍バス
  - 54 - 上村 ↺ 元朗（西）
  - 64K - 大埔墟駅 ↔ 元朗（西）
  - 77K - 上水 ↔ 元朗（鳳翔路）
  - 251A - 錦上路駅 ↺ 上村
  - 251B - 八郷路(大欖隧道轉車處) ↺ 上村
- 路線ミニバス
  - 78 - 落馬洲バスターミナル - 大欖隧道轉車處（乗り継ぎ割り引きあり）
  - 72
  - 601
  - 602
  - 608
- 中国行きバス
  - 錦上路跨境全日通 - 錦上路駅 ↔ 落馬洲皇崗口岸

## 歴史
- 2003年12月20日 - 開業。
  - 2003年の九広西鉄開業と同時に使用された。建設時には、「錦田」駅と仮称していたが、完成が近づいて近隣住民の意見を聴取したところ、八郷地区の住民から錦田との中間にあるのだから「錦田八郷」駅とすべきだという意見が出され、錦田の住民との論争に発展したため、結局争いを避けるべく、どちらの地区の名前も入らない、当時最寄の道路の名から「錦上路」駅とした経緯がある。

## 隣の駅
香港鉄路
■屯馬線
元朗駅 - 錦上路駅 - 荃湾西駅